# Copa Sul-Americana de 2023
A Copa Sul-Americana de 2023, nomeada oficialmente como CONMEBOL Sul-Americana 2023, foi a 22.ª edição da competição de futebol da América do Sul, organizada anualmente pela Confederação Sul-Americana de Futebol (CONMEBOL). Participam da competição 56 clubes das dez associações sul-americanas de futebol.
Em 8 de março de 2023 a CONMEBOL definiu o Estádio Centenario em Montevidéu, no Uruguai, como sede da final em 28 de outubro. Em 15 de setembro, o presidente da entidade sul-americana, Alejandro Domínguez, anunciou a mudança do estádio, com o jogo seguindo no Uruguai, mas transferido para o Estádio Domingo Burgueño, em Maldonado.
A LDU Quito se consagrou bicampeã do torneio após derrotar o Fortaleza na final, após um empate de 1–1 no tempo normal e na prorrogação, e vitória por 4–3 na disputa por pênaltis. Com o título, o clube equatoriano tem vaga garantida na Copa Libertadores da América de 2024 e o direito de jogar contra o vencedor da Copa Libertadores da América de 2023 na Recopa Sul-Americana de 2024.

## Mudanças no formato
A partir desta edição, o torneio passou por duas mudanças no seu formato disputa. A primeira fase, que conta com times da Bolívia, Chile, Colômbia, Equador, Paraguai, Peru, Uruguai e Venezuela, passou a ser em jogo único, com os mandos de campo previamente sorteados, ante o sistema em jogos de ida e volta, com as equipes do mesmo país se enfrentando. Os vencedores de cada partida vão a fase de grupos, juntando-se aos times da Argentina, do Brasil e os provenientes da fase preliminar da Copa Libertadores da América.
Na fase final, foi introduzido um play-off entre os segundos colocados de cada grupo e os terceiros colocados dos grupos da Copa Libertadores. Os vencedores dos play-offs enfrentam os primeiros colocados dos grupos da Sul-Americana pelas oitavas de final.

## Equipes classificadas
As seguintes 44 equipes das 10 associações da CONMEBOL se qualificaram para o torneio:
- Argentina e Brasil: 6 vagas para cada um (totalizando 12 equipes que entram na competição diretamente na fase de grupos)
- 8 demais associações restantes: 4 vagas cada para a primeira fase (totalizando 32 equipes na primeira fase, das quais 16 se integrarão à fase de grupos)

| País                  | Equipe                    | Classificação | Fase           |
| --------------------- | ------------------------- | --- | -------------- |
| Argentina · (6 vagas) | Gimnasia y Esgrima        | Mais bem colocado na tabela geral da Copa da Liga Profissional de 2022 e do Campeonato Argentino de 2022 e não classificado para a Copa Libertadores 2023    | Fase de grupos |
| Argentina · (6 vagas) | Defensa y Justicia        | 2º mais bem colocado na tabela geral da Copa da Liga Profissional de 2022 e do Campeonato Argentino de 2022 e não classificado para a Copa Libertadores 2023 | Fase de grupos |
| Argentina · (6 vagas) | Tigre                     | 3º mais bem colocado na tabela geral da Copa da Liga Profissional de 2022 e do Campeonato Argentino de 2022 e não classificado para a Copa Libertadores 2023 | Fase de grupos |
| Argentina · (6 vagas) | Newell's Old Boys         | 4º mais bem colocado na tabela geral da Copa da Liga Profissional de 2022 e do Campeonato Argentino de 2022 e não classificado para a Copa Libertadores 2023 | Fase de grupos |
| Argentina · (6 vagas) | Estudiantes               | 5º mais bem colocado na tabela geral da Copa da Liga Profissional de 2022 e do Campeonato Argentino de 2022 e não classificado para a Copa Libertadores 2023 | Fase de grupos |
| Argentina · (6 vagas) | San Lorenzo               | 6º mais bem colocado na tabela geral da Copa da Liga Profissional de 2022 e do Campeonato Argentino de 2022 e não classificado para a Copa Libertadores 2023 | Fase de grupos |
| Bolívia · (4 vagas)   | Oriente Petrolero         | Mais bem colocado na tabela geral do Campeonato Boliviano de 2022 e não classificado para a Copa Libertadores 2023                                           | Primeira fase  |
| Bolívia · (4 vagas)   | Guabirá                   | 2º mais bem colocado na tabela geral do Campeonato Boliviano de 2022 e não classificado para a Copa Libertadores 2023                                        | Primeira fase  |
| Bolívia · (4 vagas)   | Atlético Palmaflor        | 3º mais bem colocado na tabela geral do Campeonato Boliviano de 2022 e não classificado para a Copa Libertadores 2023                                        | Primeira fase  |
| Bolívia · (4 vagas)   | Blooming                  | 4º mais bem colocado na tabela geral do Campeonato Boliviano de 2022 e não classificado para a Copa Libertadores 2023                                        | Primeira fase  |
| Brasil · (6 vagas)    | São Paulo                 | Mais bem colocado do Campeonato Brasileiro Série A de 2022 e não classificado para a Copa Libertadores 2023                                                  | Fase de grupos |
| Brasil · (6 vagas)    | América Mineiro           | 2º mais bem colocado do Campeonato Brasileiro Série A de 2022 e não classificado para a Copa Libertadores 2023                                               | Fase de grupos |
| Brasil · (6 vagas)    | Botafogo                  | 3º mais bem colocado do Campeonato Brasileiro Série A de 2022 e não classificado para a Copa Libertadores 2023                                               | Fase de grupos |
| Brasil · (6 vagas)    | Santos                    | 4º mais bem colocado do Campeonato Brasileiro Série A de 2022 e não classificado para a Copa Libertadores 2023                                               | Fase de grupos |
| Brasil · (6 vagas)    | Goiás                     | 5º mais bem colocado do Campeonato Brasileiro Série A de 2022 e não classificado para a Copa Libertadores 2023                                               | Fase de grupos |
| Brasil · (6 vagas)    | Red Bull Bragantino       | 6º mais bem colocado do Campeonato Brasileiro Série A de 2022 e não classificado para a Copa Libertadores 2023                                               | Fase de grupos |
| Chile · (4 vagas)     | Palestino                 | Mais bem colocado do Campeonato Chileno de 2022 e não classificado para a Copa Libertadores 2023                                                             | Primeira fase  |
| Chile · (4 vagas)     | Cobresal                  | 2º mais bem colocado do Campeonato Chileno de 2022 e não classificado para a Copa Libertadores 2023                                                          | Primeira fase  |
| Chile · (4 vagas)     | Universidad Católica      | 3º mais bem colocado do Campeonato Chileno de 2022 e não classificado para a Copa Libertadores 2023                                                          | Primeira fase  |
| Chile · (4 vagas)     | Audax Italiano            | 4º mais bem colocado do Campeonato Chileno de 2022 e não classificado para a Copa Libertadores 2023                                                          | Primeira fase  |
| Colômbia · (4 vagas)  | Deportes Tolima           | Mais bem colocado do Campeonato Colombiano de 2022 e não classificado para a Copa Libertadores 2023                                                          | Primeira fase  |
| Colômbia · (4 vagas)  | Junior de Barranquilla    | 2º mais bem colocado do Campeonato Colombiano de 2022 e não classificado para a Copa Libertadores 2023                                                       | Primeira fase  |
| Colômbia · (4 vagas)  | Santa Fe                  | 3º mais bem colocado do Campeonato Colombiano de 2022 e não classificado para a Copa Libertadores 2023                                                       | Primeira fase  |
| Colômbia · (4 vagas)  | Águilas Doradas           | 4º mais bem colocado do Campeonato Colombiano de 2022 e não classificado para a Copa Libertadores 2023                                                       | Primeira fase  |
| Equador · (4 vagas)   | LDU Quito                 | Mais bem colocado do Campeonato Equatoriano de 2022 e não classificado para a Copa Libertadores 2023                                                         | Primeira fase  |
| Equador · (4 vagas)   | Emelec                    | 2º mais bem colocado do Campeonato Equatoriano de 2022 e não classificado para a Copa Libertadores 2023                                                      | Primeira fase  |
| Equador · (4 vagas)   | Deportivo Cuenca          | 3º mais bem colocado do Campeonato Equatoriano de 2022 e não classificado para a Copa Libertadores 2023                                                      | Primeira fase  |
| Equador · (4 vagas)   | Delfín                    | 4º mais bem colocado do Campeonato Equatoriano de 2022 e não classificado para a Copa Libertadores 2023                                                      | Primeira fase  |
| Paraguai · (4 vagas)  | Guaraní                   | Mais bem colocado do Campeonato Paraguaio de 2022 e não classificado para a Copa Libertadores 2023                                                           | Primeira fase  |
| Paraguai · (4 vagas)  | Tacuary                   | 2º mais bem colocado do Campeonato Paraguaio de 2022 e não classificado para a Copa Libertadores 2023                                                        | Primeira fase  |
| Paraguai · (4 vagas)  | General Caballero JLM     | 3º mais bem colocado do Campeonato Paraguaio de 2022 e não classificado para a Copa Libertadores 2023                                                        | Primeira fase  |
| Paraguai · (4 vagas)  | Sportivo Ameliano         | Campeão da Copa do Paraguai de 2022 | Primeira fase  |
| Peru · (4 vagas)      | Universitario             | Mais bem colocado do Campeonato Peruano de 2022 e não classificado para a Copa Libertadores 2023                                                             | Primeira fase  |
| Peru · (4 vagas)      | Universidad César Vallejo | 2º mais bem colocado do Campeonato Peruano de 2022 e não classificado para a Copa Libertadores 2023                                                          | Primeira fase  |
| Peru · (4 vagas)      | Cienciano                 | 3º mais bem colocado do Campeonato Peruano de 2022 e não classificado para a Copa Libertadores 2023                                                          | Primeira fase  |
| Peru · (4 vagas)      | Binacional                | 4º mais bem colocado do Campeonato Peruano de 2022 e não classificado para a Copa Libertadores 2023                                                          | Primeira fase  |
| Uruguai · (4 vagas)   | River Plate               | Mais bem colocado do Campeonato Uruguaio de 2022 não classificado para a Copa Libertadores 2023                                                              | Primeira fase  |
| Uruguai · (4 vagas)   | Peñarol                   | 2º mais bem colocado do Campeonato Uruguaio de 2022 e não classificado para a Copa Libertadores 2023                                                         | Primeira fase  |
| Uruguai · (4 vagas)   | Defensor Sporting         | 3º mais bem colocado do Campeonato Uruguaio de 2022 e não classificado para a Copa Libertadores 2023                                                         | Primeira fase  |
| Uruguai · (4 vagas)   | Danubio                   | 4º mais bem colocado do Campeonato Uruguaio de 2022 e não classificado para a Copa Libertadores 2023                                                         | Primeira fase  |
| Venezuela · (4 vagas) | Estudiantes de Mérida     | Vencedor da Fase Final Sul-Americana A do Campeonato Venezuelano de 2022                                                                                     | Primeira fase  |
| Venezuela · (4 vagas) | Deportivo Táchira         | Vencedor da Fase Final Sul-Americana B do Campeonato Venezuelano de 2022                                                                                     | Primeira fase  |
| Venezuela · (4 vagas) | Caracas                   | 2º colocado da Fase Final Sul-Americana A do Campeonato Venezuelano de 2022                                                                                  | Primeira fase  |
| Venezuela · (4 vagas) | Academia Puerto Cabello   | 2º colocado da Fase Final Sul-Americana B do Campeonato Venezuelano de 2022                                                                                  | Primeira fase  |

Adicionalmente, doze equipes eliminadas da Copa Libertadores da América de 2023 serão transferidas para a Copa Sul-Americana, entrando quatro delas a partir da fase de grupos, e posteriormente as oito equipes que finalizaram em terceiro na fase de grupos da Libertadores entram na nova fase de play-offs anterior às oitavas de final.
| Transferidos da Copa Libertadores            | Fase                                |
| Equipes eliminadas da terceira fase          | Equipes eliminadas da terceira fase |
| -------------------------------------------- | ----------------------------------- |
| Millonarios                                  | Fase de grupos                      |
| Huracán                                      | Fase de grupos                      |
| Fortaleza                                    | Fase de grupos                      |
| Magallanes                                   | Fase de grupos                      |
| Equipes terceiro colocadas da fase de grupos |                                     |
| Ñublense                                     | Play-offs                           |
| Independiente Medellín                       | Play-offs                           |
| Barcelona de Guayaquil                       | Play-offs                           |
| Sporting Cristal                             | Play-offs                           |
| Corinthians                                  | Play-offs                           |
| Colo-Colo                                    | Play-offs                           |
| Libertad                                     | Play-offs                           |
| Patronato                                    | Play-offs                           |

## Calendário
O calendário de cada fase foi divulgado em 7 de julho de 2022.
| Fase             | Data do sorteio | Ida                                                  | Volta                                                |
| ---------------- | --------------- | ---------------------------------------------------- | ---------------------------------------------------- |
| Primeira fase    | 21 de dezembro  | 7–9 de março                                         | 7–9 de março                                         |
| Fase de grupos   | 27 de março     | 4–6 de abril                                         | 4–6 de abril                                         |
| Fase de grupos   | 27 de março     | 18–20 de abril                                       |                                                      |
| Fase de grupos   | 27 de março     | 2–4 de maio                                          |                                                      |
| Fase de grupos   | 27 de março     | 23–25 de maio                                        |                                                      |
| Fase de grupos   | 27 de março     | 6–8 de junho                                         |                                                      |
| Fase de grupos   | 27 de março     | 27–29 de junho                                       |                                                      |
| Play-offs        | —               | 11–13 de julho                                       | 18–21 de julho                                       |
| Oitavas de final | 5 de julho      | 1–3 de agosto                                        | 8–10 de agosto                                       |
| Quartas de final | 5 de julho      | 22–24 de agosto                                      | 29–31 de agosto                                      |
| Semifinais       | 5 de julho      | 26–28 de setembro                                    | 3–5 de outubro                                       |
| Final            | 5 de julho      | 28 de outubro Estádio Domingo Burgueño, em Maldonado | 28 de outubro Estádio Domingo Burgueño, em Maldonado |

## Sorteio
O sorteio da primeira fase foi realizado em 21 de dezembro de 2022, no Centro de Convenções da CONMEBOL em Luque, no Paraguai. Nesse mesmo dia as fases preliminares da Copa Libertadores de 2023 também foram sorteadas.
Um total de 32 equipes foram sorteadas em 16 chaves, sendo que as quatro equipes de cada associação nacional (exceto Argentina e Brasil) foram emparelhadas contra um adversário da mesma associação.
|               | Bolívia                                                                 | Bolívia                                                                 | Paraguai                                                                        | Paraguai                                                                        |
| ------------- | ----------------------------------------------------------------------- | ----------------------------------------------------------------------- | ------------------------------------------------------------------------------- | ------------------------------------------------------------------------------- |
| Primeira fase | - Oriente Petrolero - Guabirá - Atlético Palmaflor - Blooming           | - Oriente Petrolero - Guabirá - Atlético Palmaflor - Blooming           | - Guaraní - Tacuary - General Caballero JLM - Sportivo Ameliano                 | - Guaraní - Tacuary - General Caballero JLM - Sportivo Ameliano                 |
| Primeira fase | Chile                                                                   | Chile                                                                   | Peru                                                                            | Peru                                                                            |
| Primeira fase | - Palestino - Cobresal - Universidad Católica - Audax Italiano          | - Palestino - Cobresal - Universidad Católica - Audax Italiano          | - Universitario - Universidad César Vallejo - Cienciano - Binacional            | - Universitario - Universidad César Vallejo - Cienciano - Binacional            |
| Primeira fase | Colômbia                                                                | Colômbia                                                                | Uruguai                                                                         | Uruguai                                                                         |
| Primeira fase | - Deportes Tolima - Junior de Barranquilla - Santa Fe - Águilas Doradas | - Deportes Tolima - Junior de Barranquilla - Santa Fe - Águilas Doradas | - River Plate - Peñarol - Defensor Sporting - Danubio                           | - River Plate - Peñarol - Defensor Sporting - Danubio                           |
| Primeira fase | Equador                                                                 | Equador                                                                 | Venezuela                                                                       | Venezuela                                                                       |
| Primeira fase | - LDU Quito - Emelec - Deportivo Cuenca - Delfín                        | - LDU Quito - Emelec - Deportivo Cuenca - Delfín                        | - Estudiantes de Mérida - Deportivo Táchira - Caracas - Academia Puerto Cabello | - Estudiantes de Mérida - Deportivo Táchira - Caracas - Academia Puerto Cabello |

Para a disputa da fase de grupos, um novo sorteio foi realizado em 27 de março de 2023, junto com o sorteio da fase de grupos da Copa Libertadores de 2023. As equipes serão divididas através dos potes de acordo com o ranking de clubes da CONMEBOL de 16 de dezembro de 2022, com as quatro equipes transferidas da terceira fase da Libertadores alocadas no pote 4. Os 32 participantes serão distribuídos em oito grupos com quatro equipes cada.
| Pote 1 | Pote 2 | Pote 3 | Pote 4 |
| --- | --- | --- | --- |
| - Peñarol (8) - São Paulo (9) - Santos (10) - LDU Quito (21) - Estudiantes (23) - Emelec (29) - San Lorenzo (31) - Santa Fe (34) | - Defensa y Justicia (37) - Guaraní (41) - Red Bull Bragantino (45) - Universitario (46) - Deportes Tolima (47) - Botafogo (59) - Newell's Old Boys (61) - Palestino (67) | - Oriente Petrolero (81) - Estudiantes de Mérida (96) - Danubio (103) - Tigre (108) - América Mineiro (118) - Blooming (121) - Goiás (136) - Universidad César Vallejo (149) | - Audax Italiano (153) - Gimnasia y Esgrima (162) - Academia Puerto Cabello (232) - Tacuary (—) - Millonarios (L1) - Huracán (L2) - Fortaleza (L3) - Magallanes (L4) |

## Primeira fase
A primeira fase foi disputada por 32 equipes provenientes de Bolívia, Chile, Colômbia, Equador, Paraguai, Peru, Uruguai e Venezuela, em partidas eliminatórias nacionais de jogo único. Em caso de empate, a vaga seria definida na disputa por pênaltis.
Em negrito, as equipes que avançaram.
| Chave | Equipe 1                  | Total       | Equipe 2                |
| ----- | ------------------------- | ----------- | ----------------------- |
| BOL1  | Guabirá                   | 0–1         | Oriente Petrolero       |
| BOL2  | Blooming                  | 6–0         | Atlético Palmaflor      |
| CHI1  | Cobresal                  | 0–1         | Palestino               |
| CHI2  | Audax Italiano            | 3–2         | Universidad Católica    |
| COL1  | Deportes Tolima           | 1–0         | Junior de Barranquilla  |
| COL2  | Águilas Doradas           | 1–2         | Santa Fe                |
| ECU1  | LDU Quito                 | 4–0         | Delfín                  |
| ECU2  | Emelec                    | 2–1         | Deportivo Cuenca        |
| PAR1  | Guaraní                   | 3–1         | Sportivo Ameliano       |
| PAR2  | Tacuary                   | 2–2 (4–2 p) | General Caballero JLM   |
| PER1  | Universidad César Vallejo | 3–1         | Binacional              |
| PER2  | Universitario             | 2–0         | Cienciano               |
| URU1  | Defensor Sporting         | 0–0 (3–4 p) | Danubio                 |
| URU2  | River Plate               | 0–4         | Peñarol                 |
| VEN1  | Caracas                   | 0–1         | Academia Puerto Cabello |
| VEN2  | Estudiantes de Mérida     | 1–1 (3–1 p) | Deportivo Táchira       |

## Fase de grupos
Os vencedores de cada grupo avançam para as oitavas de final, enquanto os segundo colocados disputam os play-offs contra os terceiro colocados da fase de grupos da Copa Libertadores da América de 2023.
Nessa fase, cada grupo é disputado em turno e returno, todos contra todos. As equipes são classificadas de acordo com os seguintes critérios: 1. Pontos (3 pontos por vitória, 1 ponto por empate e 0 pontos por derrota); 2. Diferença de gols; 3. Gols marcados; 4. Gols marcados fora de casa; 5. Ranking CONMEBOL.

### Grupo A
| Pos | Equipe                    | Pts | J | V | E | D | GP | GC | SG | Classificado |     | LDU | BOT | MAG | UCV |
| --- | ------------------------- | --- | - | - | - | - | -- | -- | -- | ------------ | --- | --- | --- | --- | --- |
| 1   | LDU Quito                 | 12  | 6 | 3 | 3 | 0 | 10 | 2  | +8 | Fase final   |     | —   | 0–0 | 4–0 | 3–0 |
| 2   | Botafogo                  | 10  | 6 | 2 | 4 | 0 | 10 | 5  | +5 | Play-offs    |     | 0–0 | —   | 1–1 | 4–0 |
| 3   | Magallanes                | 4   | 6 | 0 | 4 | 2 | 8  | 13 | −5 |              |     | 1–1 | 2–2 | —   | 2–2 |
| 4   | Universidad César Vallejo | 4   | 6 | 1 | 1 | 4 | 8  | 16 | −8 |              | 1–2 | 2–3 | 3–2 | —   |     |

### Grupo B
| Pos | Equipe  | Pts | J | V | E | D | GP | GC | SG | Classificado |     | GUA | EME | DAN | HUR |
| --- | ------- | --- | - | - | - | - | -- | -- | -- | ------------ | --- | --- | --- | --- | --- |
| 1   | Guaraní | 11  | 6 | 3 | 2 | 1 | 9  | 7  | +2 | Fase final   |     | —   | 1–1 | 2–1 | 2–0 |
| 2   | Emelec  | 9   | 6 | 2 | 3 | 1 | 7  | 7  | 0  | Play-offs    |     | 1–1 | —   | 2–1 | 1–0 |
| 3   | Danubio | 7   | 6 | 2 | 1 | 3 | 6  | 7  | −1 |              |     | 0–2 | 2–0 | —   | 1–0 |
| 4   | Huracán | 5   | 6 | 1 | 2 | 3 | 7  | 8  | −1 |              | 4–1 | 2–2 | 1–1 | —   |     |

### Grupo C
| Pos | Equipe              | Pts | J | V | E | D | GP | GC | SG  | Classificado |     | RBB | EST | TCY | ORI |
| --- | ------------------- | --- | - | - | - | - | -- | -- | --- | ------------ | --- | --- | --- | --- | --- |
| 1   | Red Bull Bragantino | 14  | 6 | 4 | 2 | 0 | 21 | 3  | +18 | Fase final   |     | —   | 0–0 | 7–1 | 5–0 |
| 2   | Estudiantes         | 14  | 6 | 4 | 2 | 0 | 14 | 1  | +13 | Play-offs    |     | 1–1 | —   | 4–0 | 4–0 |
| 3   | Tacuary             | 6   | 6 | 2 | 0 | 4 | 8  | 21 | −13 |              |     | 1–4 | 0–4 | —   | 3–1 |
| 4   | Oriente Petrolero   | 0   | 6 | 0 | 0 | 6 | 2  | 20 | −18 |              | 0–4 | 0–1 | 1–3 | —   |     |

### Grupo D
| Pos | Equipe                  | Pts | J | V | E | D | GP | GC | SG  | Classificado |     | SPA | TIG | TOL | APC |
| --- | ----------------------- | --- | - | - | - | - | -- | -- | --- | ------------ | --- | --- | --- | --- | --- |
| 1   | São Paulo               | 16  | 6 | 5 | 1 | 0 | 13 | 0  | +13 | Fase final   |     | —   | 2–0 | 5–0 | 2–0 |
| 2   | Tigre                   | 10  | 6 | 3 | 1 | 2 | 7  | 6  | +1  | Play-offs    |     | 0–2 | —   | 0–0 | 2–1 |
| 3   | Deportes Tolima         | 8   | 6 | 2 | 2 | 2 | 6  | 8  | −2  |              |     | 0–0 | 1–2 | —   | 3–1 |
| 4   | Academia Puerto Cabello | 0   | 6 | 0 | 0 | 6 | 2  | 14 | −12 |              | 0–2 | 0–3 | 0–2 | —   |     |

### Grupo E
| Pos | Equipe            | Pts | J | V | E | D | GP | GC | SG | Classificado |     | NOB | AUD | SAN | BLO |
| --- | ----------------- | --- | - | - | - | - | -- | -- | -- | ------------ | --- | --- | --- | --- | --- |
| 1   | Newell's Old Boys | 16  | 6 | 5 | 1 | 0 | 11 | 4  | +7 | Fase final   |     | —   | 1–1 | 1–0 | 3–0 |
| 2   | Audax Italiano    | 11  | 6 | 3 | 2 | 1 | 7  | 4  | +3 | Play-offs    |     | 0–1 | —   | 2–1 | 2–0 |
| 3   | Santos            | 5   | 6 | 1 | 2 | 3 | 3  | 5  | −2 |              |     | 1–2 | 0–0 | —   | 0–0 |
| 4   | Blooming          | 1   | 6 | 0 | 1 | 5 | 3  | 11 | −8 |              | 2–3 | 1–2 | 0–1 | —   |     |

### Grupo F
| Pos | Equipe             | Pts | J | V | E | D | GP | GC | SG  | Classificado |     | DYJ | AMM | MIL | PEN |
| --- | ------------------ | --- | - | - | - | - | -- | -- | --- | ------------ | --- | --- | --- | --- | --- |
| 1   | Defensa y Justicia | 15  | 6 | 5 | 0 | 1 | 15 | 8  | +7  | Fase final   |     | —   | 2–1 | 3–1 | 4–1 |
| 2   | América Mineiro    | 10  | 6 | 3 | 1 | 2 | 12 | 8  | +4  | Play-offs    |     | 2–3 | —   | 2–0 | 4–1 |
| 3   | Millonarios        | 10  | 6 | 3 | 1 | 2 | 10 | 7  | +3  |              |     | 3–0 | 1–1 | —   | 3–1 |
| 4   | Peñarol            | 0   | 6 | 0 | 0 | 6 | 4  | 18 | −14 |              | 0–3 | 1–2 | 0–2 | —   |     |

### Grupo G
| Pos | Equipe             | Pts | J | V | E | D | GP | GC | SG | Classificado |     | GOI | UNI | SFE | GIM |
| --- | ------------------ | --- | - | - | - | - | -- | -- | -- | ------------ | --- | --- | --- | --- | --- |
| 1   | Goiás              | 12  | 6 | 3 | 3 | 0 | 7  | 3  | +4 | Fase final   |     | —   | 1–0 | 0–0 | 0–0 |
| 2   | Universitario      | 10  | 6 | 3 | 1 | 2 | 6  | 5  | +1 | Play-offs    |     | 2–2 | —   | 2–0 | 1–0 |
| 3   | Santa Fe           | 7   | 6 | 2 | 1 | 3 | 5  | 6  | −1 |              |     | 1–2 | 2–0 | —   | 2–1 |
| 4   | Gimnasia y Esgrima | 4   | 6 | 1 | 1 | 4 | 2  | 6  | −4 |              | 0–2 | 0–1 | 1–0 | —   |     |

### Grupo H
| Pos | Equipe                | Pts | J | V | E | D | GP | GC | SG  | Classificado |     | FOR | SLO | PTN | ETM |
| --- | --------------------- | --- | - | - | - | - | -- | -- | --- | ------------ | --- | --- | --- | --- | --- |
| 1   | Fortaleza             | 15  | 6 | 5 | 0 | 1 | 17 | 5  | +12 | Fase final   |     | —   | 3–2 | 4–0 | 6–1 |
| 2   | San Lorenzo           | 8   | 6 | 2 | 2 | 2 | 7  | 6  | +1  | Play-offs    |     | 0–2 | —   | 0–0 | 4–1 |
| 3   | Palestino             | 8   | 6 | 2 | 2 | 2 | 7  | 7  | 0   |              |     | 1–2 | 0–0 | —   | 1–0 |
| 4   | Estudiantes de Mérida | 3   | 6 | 1 | 0 | 5 | 4  | 17 | −13 |              | 1–0 | 0–1 | 1–5 | —   |     |

## Fase final
Após as partidas das fase de grupos, um play-off foi realizado entre os segundos colocados e as equipes eliminadas na fase correspondente da Copa Libertadores. Antes da realização destes confrontos será sorteado, em 5 de julho, os confrontos das oitavas de final e o chaveamento até a final.
Para as fases finais, as equipes foram classificadas de acordo com seus resultados na fase de grupos, com os vencedores dos grupos da Copa Sul-Americana classificados de 1 a 8, os vice-campeões dos grupos da Copa Sul-Americana de 9 a 16 e os terceiros colocados de grupo da Copa Libertadores de 17 a 24. Para o sorteio das oitavas de final, entre 1–8 formaram o pote 1 e os oito vencedores dos play-offs da fase eliminatória (9–24) formaram o pote 2. Equipes de uma mesma federação poderiam jogar entre si já a partir dos play-offs. A pontuação obtida na fase de grupos serve para a definição dos mandos de campo até a semifinal, com as equipes melhores posicionadas sempre realizando o jogo de volta como mandante.
Equipes classificadas
| Nº | 1.º colocado da fase de grupos (oitavas de final) | Pts | SG  | Gr. |
| -- | ------------------------------------------------- | --- | --- | --- |
| 1  | São Paulo                                         | 16  | +13 | D   |
| 2  | Newell's Old Boys                                 | 16  | +7  | E   |
| 3  | Fortaleza                                         | 15  | +12 | H   |
| 4  | Defensa y Justicia                                | 15  | +7  | F   |
| 5  | Red Bull Bragantino                               | 14  | +18 | C   |
| 6  | LDU Quito                                         | 12  | +8  | A   |
| 7  | Goiás                                             | 12  | +4  | G   |
| 8  | Guaraní                                           | 11  | +2  | B   |

| Nº | 2.º colocado da fase de grupos (play-offs) | Pts | SG  | Gr. |
| -- | ------------------------------------------ | --- | --- | --- |
| 9  | Estudiantes                                | 14  | +13 | C   |
| 10 | Audax Italiano                             | 11  | +3  | E   |
| 11 | Botafogo                                   | 10  | +5  | A   |
| 12 | América Mineiro                            | 10  | +4  | F   |
| 13 | Tigre                                      | 10  | +1  | D   |
| 14 | Universitario                              | 10  | +1  | G   |
| 15 | Emelec                                     | 9   | 0   | B   |
| 16 | San Lorenzo                                | 8   | +1  | H   |

| Nº | Eliminados da Copa Libertadores (play-offs) | Pts | SG | Gr. |
| -- | ------------------------------------------- | --- | -- | --- |
| 17 | Independiente Medellín                      | 10  | +1 | B   |
| 18 | Sporting Cristal                            | 8   | –2 | D   |
| 19 | Corinthians                                 | 7   | +1 | E   |
| 20 | Libertad                                    | 7   | –1 | G   |
| 21 | Colo-Colo                                   | 6   | –2 | F   |
| 22 | Patronato                                   | 6   | –5 | H   |
| 23 | Ñublense                                    | 5   | –7 | A   |
| 24 | Barcelona de Guayaquil                      | 4   | –5 | C   |

### Play-offs
Equipes na coluna esquerda possuem mando de campo no primeiro jogo e em negrito as equipes classificadas.
| Chave | Equipe 1               | Total | Equipe 2        | Ida | Volta |
| ----- | ---------------------- | ----- | --------------- | --- | ----- |
| A     | Barcelona de Guayaquil | 2–5   | Estudiantes     | 2–1 | 0–4   |
| B     | Ñublense               | 1–0   | Audax Italiano  | 0–0 | 1–0   |
| C     | Patronato              | 1–3   | Botafogo        | 0–2 | 1–1   |
| D     | Colo-Colo              | 3–6   | América Mineiro | 2–1 | 1–5   |
| E     | Libertad               | 3–1   | Tigre           | 2–1 | 1–0   |
| F     | Corinthians            | 3–1   | Universitario   | 1–0 | 2–1   |
| G     | Sporting Cristal       | 0–1   | Emelec          | 0–1 | 0–0   |
| H     | Independiente Medellín | 0–3   | San Lorenzo     | 0–1 | 0–2   |

### Esquema
As equipes que estão na parte superior do confronto possuem o mando de campo no primeiro jogo e em negrito as equipes classificadas.
|  | Oitavas de final      | Oitavas de final   | Oitavas de final | Oitavas de final |       |                   | Quartas de final  | Quartas de final  | Quartas de final  | Quartas de final  |  |             | Semifinais                    | Semifinais                    | Semifinais                    | Semifinais                    |           |       | Final         | Final         |
|  | 1 a 10 de agosto      | 1 a 10 de agosto   | 1 a 10 de agosto | 1 a 10 de agosto |       |                   | 22 a 31 de agosto | 22 a 31 de agosto | 22 a 31 de agosto | 22 a 31 de agosto |  |             | 26 de setembro a 4 de outubro | 26 de setembro a 4 de outubro | 26 de setembro a 4 de outubro | 26 de setembro a 4 de outubro |           |       | 28 de outubro | 28 de outubro |
|  |                       |                    |                  |                  |       |                   |                   |                   |                   |                   |  |             |                               |                               |                               |                               |           |       |               |               |
|  | Corinthians           | 2                  | 0                | 2                |       |                   |                   |                   |                   |                   |  |             |                               |                               |                               |                               |           |       |               |               |
|  | Newell's Old Boys     | 1                  | 0                | 1                |       |                   |                   |                   |                   |                   |  |             |                               |                               |                               |                               |           |       |               |               |
|  | Newell's Old Boys     | 1                  | 0                | 1                |       | Corinthians (pen) | 1                 | 0                 | 1 (3)             |                   |  |             |                               |                               |                               |                               |           |       |               |               |
|  |                       |                    |                  |                  |       | Corinthians (pen) | 1                 | 0                 | 1 (3)             |                   |  |             |                               |                               |                               |                               |           |       |               |               |
|  |                       | Estudiantes        | 0                | 1                | 1 (2) |                   |                   |                   |                   |                   |  |             |                               |                               |                               |                               |           |       |               |               |
|  | Estudiantes           | Estudiantes        | 0                | 1                | 1 (2) | 3                 | 2                 | 5                 |                   |                   |  |             |                               |                               |                               |                               |           |       |               |               |
|  | Estudiantes           |                    |                  |                  |       | 3                 | 2                 | 5                 |                   |                   |  |             |                               |                               |                               |                               |           |       |               |               |
|  | Goiás                 | 0                  | 0                | 0                |       |                   |                   |                   |                   |                   |  |             |                               |                               |                               |                               |           |       |               |               |
|  | Goiás                 | 0                  | 0                | 0                |       |                   |                   |                   |                   |                   |  | Corinthians | 1                             | 0                             | 1                             |                               |           |       |               |               |
|  |                       |                    |                  |                  |       |                   |                   |                   |                   |                   |  | Corinthians | 1                             | 0                             | 1                             |                               |           |       |               |               |
|  |                       | Fortaleza          | 1                | 2                | 3     |                   |                   |                   |                   |                   |  |             |                               |                               |                               |                               |           |       |               |               |
|  | América Mineiro (pen) | Fortaleza          | 1                | 2                | 3     | 1                 | 3                 | 4 (4)             |                   |                   |  |             |                               |                               |                               |                               |           |       |               |               |
|  | América Mineiro (pen) |                    |                  |                  |       | 1                 | 3                 | 4 (4)             |                   |                   |  |             |                               |                               |                               |                               |           |       |               |               |
|  | Red Bull Bragantino   | 1                  | 3                | 4 (3)            |       |                   |                   |                   |                   |                   |  |             |                               |                               |                               |                               |           |       |               |               |
|  | Red Bull Bragantino   | 1                  | 3                | 4 (3)            |       | América Mineiro   | 1                 | 1                 | 2                 |                   |  |             |                               |                               |                               |                               |           |       |               |               |
|  |                       |                    |                  |                  |       | América Mineiro   | 1                 | 1                 | 2                 |                   |  |             |                               |                               |                               |                               |           |       |               |               |
|  |                       | Fortaleza          | 3                | 2                | 5     |                   |                   |                   |                   |                   |  |             |                               |                               |                               |                               |           |       |               |               |
|  | Libertad              | Fortaleza          | 3                | 2                | 5     | 0                 | 1                 | 1                 |                   |                   |  |             |                               |                               |                               |                               |           |       |               |               |
|  | Libertad              |                    |                  |                  |       | 0                 | 1                 | 1                 |                   |                   |  |             |                               |                               |                               |                               |           |       |               |               |
|  | Fortaleza             | 1                  | 1                | 2                |       |                   |                   |                   |                   |                   |  |             |                               |                               |                               |                               |           |       |               |               |
|  | Fortaleza             | 1                  | 1                | 2                |       |                   |                   |                   |                   |                   |  |             |                               |                               |                               |                               | Fortaleza | 1 (3) |               |               |
|  |                       |                    |                  |                  |       |                   |                   |                   |                   |                   |  |             |                               |                               |                               |                               |           | 1 (3) |               |               |
|  |                       | LDU Quito (pen)    | 1 (4)            |                  |       |                   |                   |                   |                   |                   |  |             |                               |                               |                               |                               |           |       |               |               |
|  | Ñublense              | LDU Quito (pen)    | 1 (4)            | 0                | 3     | 3 (3)             |                   |                   |                   |                   |  |             |                               |                               |                               |                               |           |       |               |               |
|  | Ñublense              |                    |                  | 0                | 3     | 3 (3)             |                   |                   |                   |                   |  |             |                               |                               |                               |                               |           |       |               |               |
|  | LDU Quito (pen)       | 1                  | 2                | 3 (4)            |       |                   |                   |                   |                   |                   |  |             |                               |                               |                               |                               |           |       |               |               |
|  | LDU Quito (pen)       | 1                  | 2                | 3 (4)            |       | LDU Quito (pen)   | 2                 | 0                 | 2 (5)             |                   |  |             |                               |                               |                               |                               |           |       |               |               |
|  |                       |                    |                  |                  |       | LDU Quito (pen)   | 2                 | 0                 | 2 (5)             |                   |  |             |                               |                               |                               |                               |           |       |               |               |
|  |                       | São Paulo          | 1                | 1                | 2 (4) |                   |                   |                   |                   |                   |  |             |                               |                               |                               |                               |           |       |               |               |
|  | San Lorenzo           | São Paulo          | 1                | 1                | 2 (4) | 1                 | 0                 | 1                 |                   |                   |  |             |                               |                               |                               |                               |           |       |               |               |
|  | San Lorenzo           |                    |                  |                  |       | 1                 | 0                 | 1                 |                   |                   |  |             |                               |                               |                               |                               |           |       |               |               |
|  | São Paulo             | 0                  | 2                | 2                |       |                   |                   |                   |                   |                   |  |             |                               |                               |                               |                               |           |       |               |               |
|  | São Paulo             | 0                  | 2                | 2                |       |                   |                   |                   |                   |                   |  | LDU Quito   | 3                             | 0                             | 3                             |                               |           |       |               |               |
|  |                       |                    |                  |                  |       |                   |                   |                   |                   |                   |  | LDU Quito   | 3                             | 0                             | 3                             |                               |           |       |               |               |
|  |                       | Defensa y Justicia | 0                | 0                | 0     |                   |                   |                   |                   |                   |  |             |                               |                               |                               |                               |           |       |               |               |
|  | Botafogo              | Defensa y Justicia | 0                | 0                | 0     | 2                 | 0                 | 2                 |                   |                   |  |             |                               |                               |                               |                               |           |       |               |               |
|  | Botafogo              |                    |                  |                  |       | 2                 | 0                 | 2                 |                   |                   |  |             |                               |                               |                               |                               |           |       |               |               |
|  | Guaraní               | 1                  | 0                | 1                |       |                   |                   |                   |                   |                   |  |             |                               |                               |                               |                               |           |       |               |               |
|  | Guaraní               | 1                  | 0                | 1                |       | Botafogo          | 1                 | 1                 | 2                 |                   |  |             |                               |                               |                               |                               |           |       |               |               |
|  |                       |                    |                  |                  |       | Botafogo          | 1                 | 1                 | 2                 |                   |  |             |                               |                               |                               |                               |           |       |               |               |
|  |                       | Defensa y Justicia | 1                | 2                | 3     |                   |                   |                   |                   |                   |  |             |                               |                               |                               |                               |           |       |               |               |
|  | Emelec                | Defensa y Justicia | 1                | 2                | 3     | 1                 | 0                 | 1                 |                   |                   |  |             |                               |                               |                               |                               |           |       |               |               |
|  | Emelec                |                    |                  |                  |       | 1                 | 0                 | 1                 |                   |                   |  |             |                               |                               |                               |                               |           |       |               |               |
|  | Defensa y Justicia    | 2                  | 1                | 3                |       |                   |                   |                   |                   |                   |  |             |                               |                               |                               |                               |           |       |               |               |

### Final
| 28 de outubro | Fortaleza  | 1 – 1 (pro) | LDU Quito     | Estádio Domingo Burgueño, Maldonado                  |
| 17:00 (UTC−3) | Lucero 48' | Relatório   | Alzugaray 56' | Público: 17 420 Árbitro: VEN Jesús Valenzuela (FIFA) |

|                                                                |       | Penalidades                                      |  |
| Thiago Galhardo Yago Pikachu Romero Tinga Pedro Augusto Brítez | 3 – 4 | Guerrero Alzugaray Martínez Julio Alvarado Piovi |  |

## Premiação
| Copa Sul-Americana de 2023    |
| Equador                       |
| ----------------------------- |
| LDU Quito Campeã (2.º título) |

## Estatísticas
| Jogador             | Equipe              | Gols |
| ------------------- | ------------------- | ---- |
| Gonzalo Mastriani   | América Mineiro     | 9    |
| Nicolás Fernández   | Defensa y Justicia  | 8    |
| Adam Bareiro        | San Lorenzo         | 6    |
| Benjamín Rollheiser | Estudiantes         | 6    |
| Federico Santander  | Guaraní             | 6    |
| Eduardo Sasha       | Red Bull Bragantino | 5    |
| Gastón Togni        | Defensa y Justicia  | 5    |
| Sorriso             | Red Bull Bragantino | 5    |

| Jogador        | Equipe             | Assis. |
| -------------- | ------------------ | ------ |
| Gastón Togni   | Defensa y Justicia | 6      |
| Alexis Soto    | Defensa y Justicia | 4      |
| Leonardo Godoy | Estudiantes        | 4      |
| Martín Benítez | América Mineiro    | 4      |
| Rafinha        | Blooming           | 4      |

### Hat-tricks
| Jogador              | Clube               | Adversário         | Placar  | Data        | Ref.   |
| -------------------- | ------------------- | ------------------ | ------- | ----------- | ------ |
| Matías Arezo         | Peñarol             | River Plate        | 4–0 (F) | 7 de março  | [ 18 ] |
| José Luis Sinisterra | Blooming            | Atlético Palmaflor | 6–0 (C) | 9 de março  | [ 19 ] |
| Eduardo Sasha        | Red Bull Bragantino | Tacuary            | 7–1 (C) | 28 de junho | [ 20 ] |
| Nicolás Fernández    | Defensa y Justicia  | Millonarios        | 3–1 (C) | 29 de junho | [ 21 ] |

## Maiores públicos
Esses são os dez maiores públicos do campeonato:
| Nº | Público | Mandante      | Placar | Visitante          | Estádio        | Data         | Fase      | Ref.   |
| -- | ------- | ------------- | ------ | ------------------ | -------------- | ------------ | --------- | ------ |
| 1  | 60 451  | Fortaleza     | 2–0    | Corinthians        | Arena Castelão | 3 de outubro | Semifinal | [ 22 ] |
| 2  | 56 946  | Fortaleza     | 2–1    | América Mineiro    | Arena Castelão | 31 de agosto | Quartas   | [ 23 ] |
| 3  | 52 659  | São Paulo     | 1–0    | LDU Quito          | Morumbi        | 31 de agosto | Quartas   | [ 24 ] |
| 4  | 51 816  | São Paulo     | 2–0    | San Lorenzo        | Morumbi        | 10 de agosto | Oitavas   | [ 25 ] |
| 5  | 50 542  | Fortaleza     | 1–1    | Libertad           | Arena Castelão | 8 de agosto  | Oitavas   | [ 26 ] |
| 6  | 50 056  | Universitario | 1–0    | Gimnasia y Esgrima | Monumental "U" | 28 de junho  | Grupo G   | [ 27 ] |
| 7  | 48 391  | Universitario | 2–0    | Santa Fe           | Monumental "U" | 4 de maio    | Grupo G   | [ 28 ] |
| 8  | 47 132  | Universitario | 2–2    | Goiás              | Monumental "U" | 20 de abril  | Grupo G   | [ 29 ] |
| 9  | 46 811  | Universitario | 1–2    | Corinthians        | Monumental "U" | 18 de julho  | Play-offs | [ 30 ] |
| 10 | 44 102  | São Paulo     | 5–0    | Deportes Tolima    | Morumbi        | 8 de junho   | Grupo D   | [ 31 ] |